# Mont Iboundji
Le mont Iboundji est un sommet du Gabon situé dans le massif du Chaillu s'élévant à 972 mètres d'altitude. On trouve sur ses pentes plusieurs espèces endémiques, dont Werneria iboundji. On y trouve aussi le sanctuaire de la biodiversité gabonaise.